# Eisgarn
Eisgarn est une commune autrichienne du district de Gmünd en Basse-Autriche.